# 鹿熊蛛
鹿熊蛛（学名：Arctosa cervina）为狼蛛科熊蛛属的动物。在中国大陆，分布于青海、宁夏、甘肃、陕西、河北、河南、山东、新疆、湖南、浙江等地，一般栖息于树林以及草丛。该物种的模式产地在甘肃。